# Arvida Byström
Emma Arvida Byström (* 4. Oktober 1991 bei Stockholm) ist ein schwedisches Model, sowie Fotografin und Künstlerin.

## Leben

### Kindheit, Jugend und Aufstieg
Arvida Byström wuchs in der Nähe von Stockholm auf. Heute lebt sie in London, Los Angeles und Stockholm. Sie ist seit ihrem 12. Lebensjahr leidenschaftliche Fotografin.
Byström erlangte durch eine Werbekampagne von Adidas, bei der sie offen ihre behaarten Beine zeigte und sich für Selbstbewusstsein bei Frauen einsetzte, überregionale Aufmerksamkeit, da sie daraufhin einen Shitstorm im Internet erntete und sogar Vergewaltigungsdrohungen erhielt. Adidas stand dem Model bei und bezeichnete es als „eine Ehre, mit Künstlern wie Arvida zu arbeiten wegen ihrer Kreativität, Vielfalt und einzigartiger Ideen“.
Byström setzt sich auch für die freie Menstruation ein. Eigenen Angaben zufolge will sie mit ihrem Auftreten allerdings kein feministisches Statement setzen, sondern hat sich bewusst aus persönlichen Motiven gegen Ganzkörperenthaarung und für freie Menstruation entschieden. Sie vertritt die Meinung, man solle nicht blind irgendwelchen Trends folgen, sondern nur seinem eigenen Gewissen und seinen eigenen Gefühlen.
Byström arbeitet zusammen mit Grace Miceli und weiteren Frauen bei der Art Babe Gallery, bei der sich vor allem Frauen kreativ austauschen können. Dies soll anderen Menschen dabei helfen, sich und ihre Gefühle zu identifizieren. Sie beteiligt sich auch bei den Selfiestick Aerobics.
Zusammen mit Molly Soda veröffentlichte Arvida Byström 2015 das Buch Pics or It Didn't Happen: Images Banned From Instagram, das 270 Bilder zeigt, die aufgrund ihres freizügigen Inhalts von Instagram gelöscht wurden. Im Buch wird auch darauf eingegangen, dass der weibliche (Ober-)Körper häufiger kontrolliert und zensiert wird als der männliche Körper. Byström gab an, dass es schade sei, dass fast ausschließlich weiße Frauen bei dem Projekt teilnehmen. Im Juni 2015 führte Byström für das Musikvideo zum Song Tunnel Vision von Rina Sawayama Regie.

### Seit 2014: Ausstellungen
2014 wurden Selbstbildnisse von Byström in einer eigenen Fotoausstellung in Limehouse im Osten Londons gezeigt. Weitere Bilder waren 2015 im NRW-Forum in Düsseldorf auf der Ausstellung EgoUpdate zu sehen.
Vom 12. Januar bis zum 8. April 2018 waren einige ihrer Bilder in der Ausstellung Virtual Normality Netzkünstlerin 2.0 in Museum der bildenden Künste in Leipzig ausgestellt.
Am 16. September 2023 eröffnete in Berlin im  ehemaligen Kunsthaus Tacheles eine Dependance der Stockholmer Fotografiska, die auch Nacktbilder von Byström ausstellt. Im Offenen Kulturhaus Oberösterreich (OK) in Linz zeigt Arvida Byström 2025 die Ausstellung Who is your daddy?.

## Veröffentlichungen
- Pics or It Didn't Happen: Images Banned From Instagram. (zusammen mit Molly Soda und Chris Kraus). Prestel, München 2015. ISBN 978-3-7913-8307-1